# Идеја Виљарињо
Идеја Виљарињо (шп. Idea Vilariño; Монтевидео, 18. август 1920 — Монтевидео, 28. април 2009) била је уругвајска песникиња, књижевна критичарка, есејиста, професорка књижевности, преводилац, уредница књижевних часописа,  текстописац  и композиторка. 
Припадала је утицајној групи интелектуалаца познатој под називом Генерација '45, чији је рад био од кључног значаја за формирање нове читалачке културе, односа према књижевности, укуса и перцепције образованог друштва у Уругвају након Другог светског рата. С тим у виду може се разумети свестраност њених интересовања у оквиру друштвено-хуманистичких наука. Неки од њених сарадника, а такође представници ове заједнице, били су:  Аманда Беренгер (шп. Amanda Berenguer), Ида Витале (шп. Ida Vitale), Марија Сулема Силва Вила (шп. María Zulema Silva Vila), Алфредо Данте Гравина (шп. Alfredo Dante Gravina), Марио Бенедети (шп. Mario Benedetti), Карлос Меги (шп. Carlos Meggi) и Хуан Карлос Онети (шп. Juan Carlos Onetti), коме је посветила своју најчитанију збирку песама Poemas de amor (1957) као одраз њихове дугогодишње, страствене, али безуспешне љубавне афере.

## Биографија
Рођена је у Монтевидеу, 18. августа 1920. године и одрастала је уз мајку Хозефину Романи, оца Леонарда Виљариња, браћу Асула (Azul) и Нумена (Numen) и сестре Алму (Alma)  и Поему (Poema).  Од мајке, професорке књижевности, присвојила  је интересовање за писану реч, али и за европску мисао, а поред оца, истакнутог анархисте и песника, апсолутни слух и уопште, гајила дивљење према звучности речи.  Од малена је показивала склоност ка писању поезије, што се може видети у сачуваним записима из њеног дневника  Diario de juventud. Писање за часописе и дневне листове, започето још у време раних школских дана, обележило је њену каријеру. 
Што се тиче њеног професионалног пута, није била опредељена само за једну дисцплину, већ је радила истовремено на различитим позицијама. Била је запослена у библиотеци од 1944. Год-ине, на одељењу које је истраживало различите дидактичке методе, а од  1952. до 1973. године, односно до почетка војног режима Хуана Марија Бордаберија (шп. Juan María Bordaberry) предавала је књижевност у средњој школи. Њен просветни рад наставио се након рестаурације демократије 1985. године, када је почела да држи предавања на Катедри за уругвајску и латиноамеричку књижевност  Факултета друштвено-хуманистичких наука на Универзитету Републике у Монтевидеу.
Значајан је њен преводилачки рад, започет 1973. док није могла да упражњава професорску праксу, мада настављен све до 1997. године. Преводила је филозофска дела са француског језика, између осталог стваралаштво Рејмона Кеноа (фр. Raymond Queneau), стручне радове англо-аргентинског аутора Гиљерма Енрикеа Хадсона (шп. Guillermo Enrique Hudson; енг. William Henry Hudson), али и драме Вилијама Шекспира (енг. William Shakespeare) са енглеског језика. За преводе позоришних комада: Хамлет, Антоније и Клеопатра, Сан летње ноћи и Јулије Цезар добила је награду Florencio Sánchez, коју додељује Друштво позоришних критичара Уругвајуа (Asociación de Críticos Teatrales de Uruguay).
Окосницу њеног стваралаштва ипак представљају интезиван рад у редакцијама књижевних часописа, дописништво и сличне сарадње у оквиру водеће интелектуалне групе тога доба Генерације '45.  Кроз издавачку делатност дневне штампе и научних часописа, до  шире јвности допрле су космополитске идеје ове групе, појавило се ново устројење уругвајских писаца и с њима ново виђење књижевности. Идеја Виљарињо је објављвала своје радове у недељном листу „Marcha“, који је окупљао горенаведену групу, те се сматрао једним од најважнијих медија. Сарадњу је прекинула 1955. године због размирица са директором Карлосом Киханом (Carlos Quijano), мада се 1967. поново пронашла њена песма подстакнута револуцијом на Куби.

Њени активистички подвизи конкретизовали су се и кроз текстове објављиване у часопису „Número“, чија је била уредница и оснивач уз Емира Родригеса Монегала (Emir Rodríguez Monegal) и Мануела Клапса (Manuel Claps). Још један часопис који је покренула био је „Clinamen“, мада је он доживео издавање само 5 бројева. Други часописи за које је Виларињо писала били су „La Opinión“ и „Brecha“.
За поезију Идее Виларињо прочуло се захваљујући делу „Poemas de amor“ из 1957. године. Иако је до тада већ имала 5 објављених збирки песама, ово сведочење о љубавној афери са Хуаном Карлосом Онетијем и свему што је остално након ње, имало је другачији, интензивнији  пријем у књижевним круговима. Радикална због своје отворености, због прецизности са којом су описане бол, самоћа, немоћ, бес, пожуда, сексуални пориви и варљива љубав, ова збирка је заинтригирала читаоце за поезију у којој су усклађени опречни појмови. Марио Варгас Љоса (Mario Vargas Llosa) истакао је вредност њеног стваралаштва на које је наишао истражујући Онетијев рад. 
Најзначајнија дела Идее Виларињо, наведена хронолошки, под оригиналним називом, јесу: La suplicante (1945), Paraíso perdido (1949), Nocturnos (1955), Pobre mundo (1966), No (1980), Canciones (1993) и Poesía completa (2002).
Добила је награду „Konex Mercosur“ за најутицајнију песникињу у региону Ла Плате 2004. године.
Преминула је у 88. години живота, 28. 04. 2009. у Монтевидеу, оставивши за собом богат стваралачки опус који идаље представља предмет интересовања  књижевних критичара и теоретичара, инспирацију писцима и ужитак читаоцима.

## Специфичности поезије
Иако  поезију Идее Виларињо одликују јасноћа и једноставност језика блиске колоквијалном изражавању, завредела је пажњу како љубитеља поезије, тако и књижевних критичара и теоретичара, неизоставним присуством склада између ритма и поруке коју песме садрже. Подударност  чулног и идејног доживљаја њених минималистичких стихова омогућавају читаоцима да осете дубоке емоције предочене на уметници својствен начин, изазивајући сублимацију свеприсутног хаоса кроз поезију.
Виљарињо се дуго и подробно бавила законитостима звучности које раздвајају обичан текст од уметничког дела, аудитивном фонетиком и прозодијским особинама фонолошког система, верујући да ритам  може пренети целовитије поруке од оних које носе појединачне речи. Тоном лирског субјекта (који се не мора изједначавати са ауторком) образују се песничке слике у свести читалаца пре него што се артикулише значење самог текста, чиме се остварује снажније повезивање публике са делом и лакше се буди разумевање за аутора/ку. Естетска вредност њеног стваралаштва треба се мерити чулом слуха и она досеже свој врхунац када је рима толико складна да се песма чини милозвучном упркос  нихилизму којим је прожета,  тематици љубавног чамора, смрти и болести, непојмљивости сопственог обличја или дубоког осећања усамљености и одбачености.
Њен циљ је био да покаже како се мисли могу надраживати ритмом, проузрокујући извесну присност коју је користила ради дељења комплексних, тескобних осећања, филозофских размишљања, политичких ставова, као и својих најразличитијих љубавних доживљаја, неретко праћених еротским елементима. Сам чин писања сматрала је изразито интимним, те није необично што су и такви детаљи уврштени у њене збирке. Оно што њену поезију чини уверљивом јесте управо тај искрен, аутентичан тон, присутан и у рефлексивним песмама о раслојавању личности ради спознаје онога што она есенцијално јесте (или није), као и у љубавним песмама где се надограђује страст како би се превазишло оно што појединац може самостално да буде.

## Стваралаштво

### Поезија
- La suplicante  (1945)
- Cielo Cielo (1947)
- Paraíso perdido (1949)
- Por aire sucio (1950)
- Nocturnos (1955)
- Poemas de amor (1957)
- Pobre Mundo (1966)
- Poesía (1970)
- No (1980)
- Canciones (1993)
- Poesía 1945 - 1990 (1994)
- Poesía completa (2002)

### Есеји и књижевна критика
- Grupos simétricos en la poesía de Antonio Machado (1951)
- La rima en Herrera y Reissig (1955)
- Grupos simétricos en poesía (1958).
- Las letras de tango (1965)
- El tango cantado (1981)

#### Дневник
- Diario de juventud (1937-1945)

#### Преведена дела
- Raymond Queneau: El rapto de Ícaro, Buenos Aires, Losada, 1973.
- Jacques C. Alexis: Romancero de las estrellas, Montevideo, Arca, 1973.
- William Shakespeare: Hamlet, príncipe de Dinamarca, Montevideo, Ediciones de la Banda Oriental, 1974.
- Andrew Cecil Bradley: Macbeth, la atmósfera, las brujas, Montevideo, Editorial Técnica, 1976.
- William Shakespeare: Macbeth, Montevideo, Editorial Técnica, 1977.
- Guillermo Enrique Hudson: La tierra purpúrea, Caracas, Biblioteca Ayacucho, 1980 (traducida junto con Jaime Rest).
- Guillermo Enrique Hudson: Allá lejos y hace tiempo, Caracas, Biblioteca Ayacucho, 1980 (traducida junto con Jaime Rest).
- Christine Laurent: Transatlántico (Adaptación de André Tachiné y Philippe Arnaud. Traducción del francés de Idea Vilariño). Montevideo, Trilce, 1996.

## Признања
- Награда „Florencio Sánchez" за преводе више позоришних комада (1975)
- Награда „Bartolomé Hidalgo“ за поезију (1995)
- Награда „Konex Mercosur“ за књижевност (2004)
- Награда „Bartolomé Hidalgo“ за књижевни допринос (2006)